# Alarmeringscentral

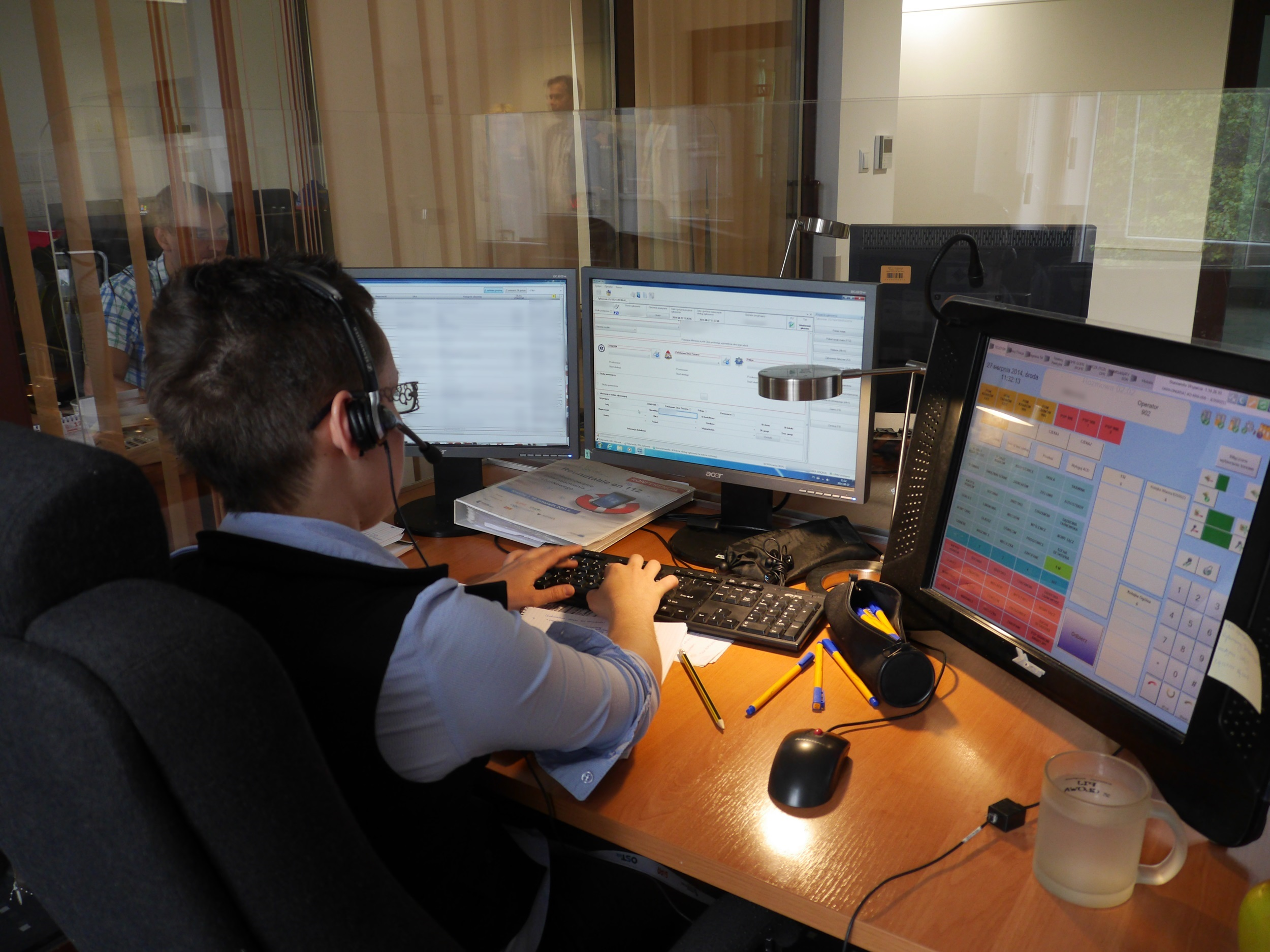
Alarmeringscentral i Kraków, Polen

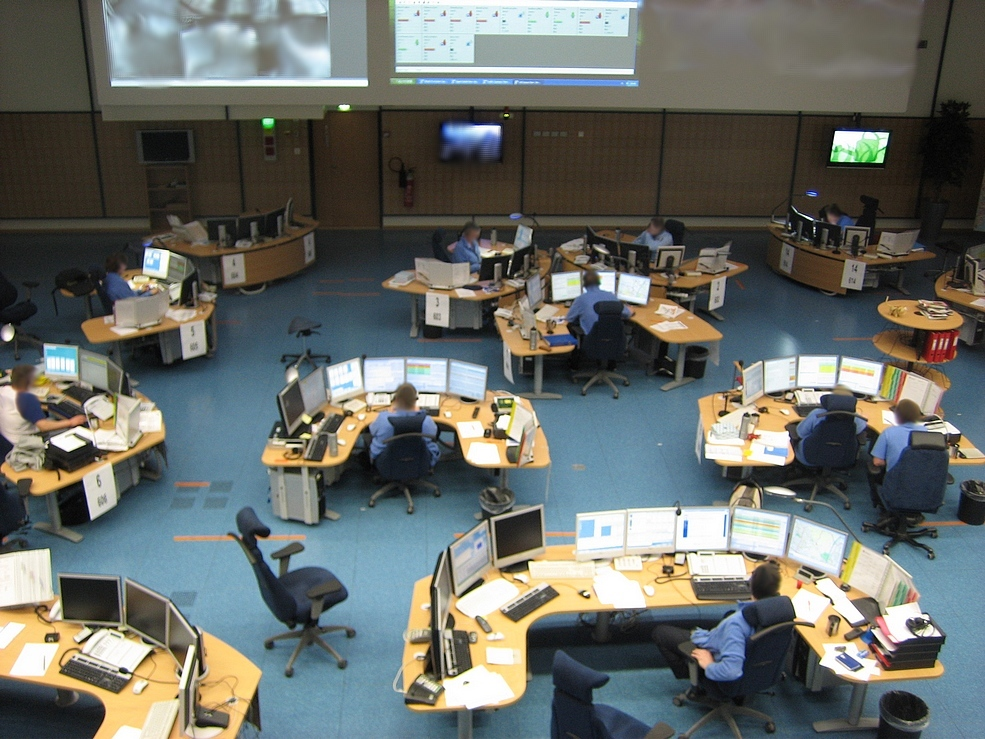
Alarmeringscentral i Finland

En alarmeringscentral är en dygnet-runt-bemannad telefoncentral som tar emot nödsamtal. Dit ringer man när man akut behöver hjälp av till exempel polis, ambulans, räddningstjänst, jourhavande präst, fjällräddning, sjöräddning och liknande samhällstjänster. Operatören larmar sedan ut rätt hjälpinsats beroende på den specifika situationen.
Operatören är tränad i att kunna fatta snabba och korrekta beslut och att hantera människor i nöd, som kanske är stressade, talar otydligt eller osammanhängande.
En alarmeringscentral har oftast samma telefonnummer i hela landet. Vissa länder har olika nummer beroende på vilken sorts hjälp man behöver.
I Europeiska unionen används 112 som allmänt nödnummer. I Sverige är det SOS Alarm AB som är alarmeringscentral. I USA och Kanada används 911 som nödnummer.
Bägge numren fungerar som nödnummer från mobiltelefoner i GSM-näten över hela världen. Man behöver normalt inte ha något SIM-kort i mobiltelefonen för att kunna ringa alarmeringscentralen och numret kan nås oberoende av eventuella låsningar. Möjligheten att ringa utan SIM-kort har dock tagits bort i en del länder (åtminstone Tyskland och Storbritannien) p.g.a. missbruk. Samtalet förmedlas vid behov via andra operatörers basstationer.[källa behövs]
Att ringa alarmeringscentralen utan att vara i nöd är straffbart enligt lag i de flesta länder, i och med att man genom att ta upp nät- och operatörskapacitet kan riskera andra människors liv.
Många länder har numera allmänna nummer för icke-brådskande rådgivning, då man hoppas det skall minska mängden icke-brådskande samtal till alarmnumret. I Sverige har man till exempel inrättat telefonnumret 114 14 som i hela landet kopplas direkt till närmaste polismyndighet.
Det finns även privata larmcentraler som bedrivs av bland annat bevakningsbolag som tar emot flera olika typer av larm, däribland inbrottslarm, hisslarm samt överfallslarm.